# Timàgores de Tègea
Timàgores de Tègea (grec antic: Τιμαγόρας, en llatí: Timagoras) fou un ambaixador espartà, nadiu de Tègea, enviat juntament amb altres l'any 430 aC a demanar ajut pels peloponesis al rei de Pèrsia Artaxerxes I en la seva lluita contra Atenes.
En el seu camí a través de Tràcia va ser capturat per Sadocos, a instigació dels enviats atenencs a la cort del rei odrisi Sitalces, i després va ser extradit a Atenes amb els seus companys on els van executar, segons diu Tucídides.